# 去れよ、去れよ、悲しみの調べ
『去れよ、去れよ、悲しみの調べ』は、梶芽衣子が1974年11月25日にテイチクレコードから発表したスタジオ・アルバム。

## 概要
主に自身主演作の主題歌でヒットを飛ばしたが、その中でリリースされたコンセプト・アルバム。
大野克夫、かまやつひろし、松任谷正隆らが作編曲を手がけ、シンガーズ・スリーがコーラス参加した全編ソフト・ロック仕様で、それまでの情念系歌謡とは一線を画す、ソフィストケートされた内容で統一されている。梶のヴォーカルも演歌的な節回しを封印、高めのキーで歌うことで別人のような歌唱法を体得し、女優・梶芽衣子のイメージを離れたシンガーとしての実力を発揮している。

### エピソード
松任谷正隆が参加した「不思議ね」「とりとめもない思い」（編曲と演奏で参加）が、自身がイメージするグルーヴが出ずにレコーディングは難航。ギターはまだ高校生だったChar（当時竹中尚人）、ベースとドラムがロックの大先輩だったが、この大先輩らとうまく噛み合わず途方に暮れていたところ、Charが「オレが話してきます」と二人を断ってくれ、別のドラマーとベーシストでレコーディングできた。

## アートワーク
アルバムの帯には以下のキャッチコピーが記載されている。

## 収録曲

### Side A
1. 〜新しい日々〜 – (0:46)
  - 作曲・編曲：矢野立美
2. 舟にゆられて – (2:58)
  - 作詞：片桐和子、作曲：矢野誠、編曲：青木望
3. 不思議ね – (3:13)
  - 作詩：なかにし礼、作曲：大野克夫、編曲：松任谷正隆
4. うつろな風のある日 – (4:54)
  - 作詞・作曲：津坂浩、編曲：青木望
5. 別れ話なんか – (2:39)
  - 作詞：なかにし礼、作曲：かまやつひろし、編曲：青木望
6. 雨の夜あなたは – (5:55)
  - 作詞：なかにし礼、作曲：かまやつひろし、編曲：矢野立美

### Side B
1. この新しい朝に – (4:27)
  - 作詩：津坂浩、作曲：道夕介、編曲：青木望
2. 南風 – (3:14)
  - 作詩：浅木しゅん、作曲：下田逸郎、編曲：矢野立美
3. 〜旅（セリフ）〜 – (0:49)
  - 作詩：津坂浩、作曲・編曲：矢野立美
4. 秋 – (4:32)
  - 作詩：片桐和子、作曲：下田逸郎、編曲：矢野立美
5. 朝の感情 – (3:55)
  - 作詩：平石暁、作曲：大野克夫、編曲：青木望
6. 〜七日間（セリフ）〜 – (1:05)
  - 作詩：津坂浩、作曲・編曲：矢野立美
7. とりとめもない思い – (3:52)
  - 作詩：浅木しゅん、作曲：大野克夫、編曲：松任谷正隆
8. 〜元気よ（セリフ）〜 – (1:37)
  - 作詩：津坂浩、作曲・編曲：矢野立美

## レコーディング・メンバー

### ミュージシャン
- 松任谷正隆
- シンガーズ・スリー
- 栗林稔
- 田中清司
- 式部秀明
- 村上光雄
- 森谷順
- 納見義徳
- 水谷公生
- 越野禎子
- 大川洋
- 山本洋一
- 中島御
- 旭考
- 泉一男
- 石橋正治
- 柳原徳蔵
- 羽島幸次
- 北御門丈雄
- 佐野健一
- 松島孝晴
- 新井英一
- 山口弘治
- 岡田澄雄
- 山田栄重
- 市川秀男
- 武田和三
- 寺川正興
- 中嶋泰三
- 鈴木二郎
- 山畑松枝
- 津村泰彦
- 竹中尚人

### スタッフ
- プロデューサー：すゞきまさかつ
- ディレクター：すゞきまさかつ、川瀬泰雄
- アシスタント：石川公敏
- 制作担当：高柳六郎（テイチクレコード）
- ミキサー：西辻弘文、清水邦彦
- アシスタントミキサー：松本行市、秋野賢市
- リミックス：清水邦彦
- 写真：望月和夫、田中正允

## 発売履歴
| 発売日         | レーベル                       | 規格 | 規格品番  | 備考                       |
| -------------- | ------------------------------ | ---- | --------- | -------------------------- |
| 1974年11月25日 | テイチクレコード               | LP   | CF-58     |                            |
| 2005年6月15日  | ヴィヴィド、ウルトラ歌謡探偵団 | CD   | VSCD-3471 | オリジナル紙ジャケット仕様 |